# 竹鼠屬
竹鼠屬（學名：Rhizomys）是哺乳綱啮齿目鼴形鼠科中的一屬，而與竹鼠屬（大竹鼠）同科的動物尚有東非鼴鼠屬（大東非鼴鼠）、小竹鼠屬（小竹鼠）等之數種哺乳動物。

## 形態描述
本屬物種體型矮胖，但善於挖掘；有着短小而裸露的尾巴。

## 物種
本屬只有以下三個物種：

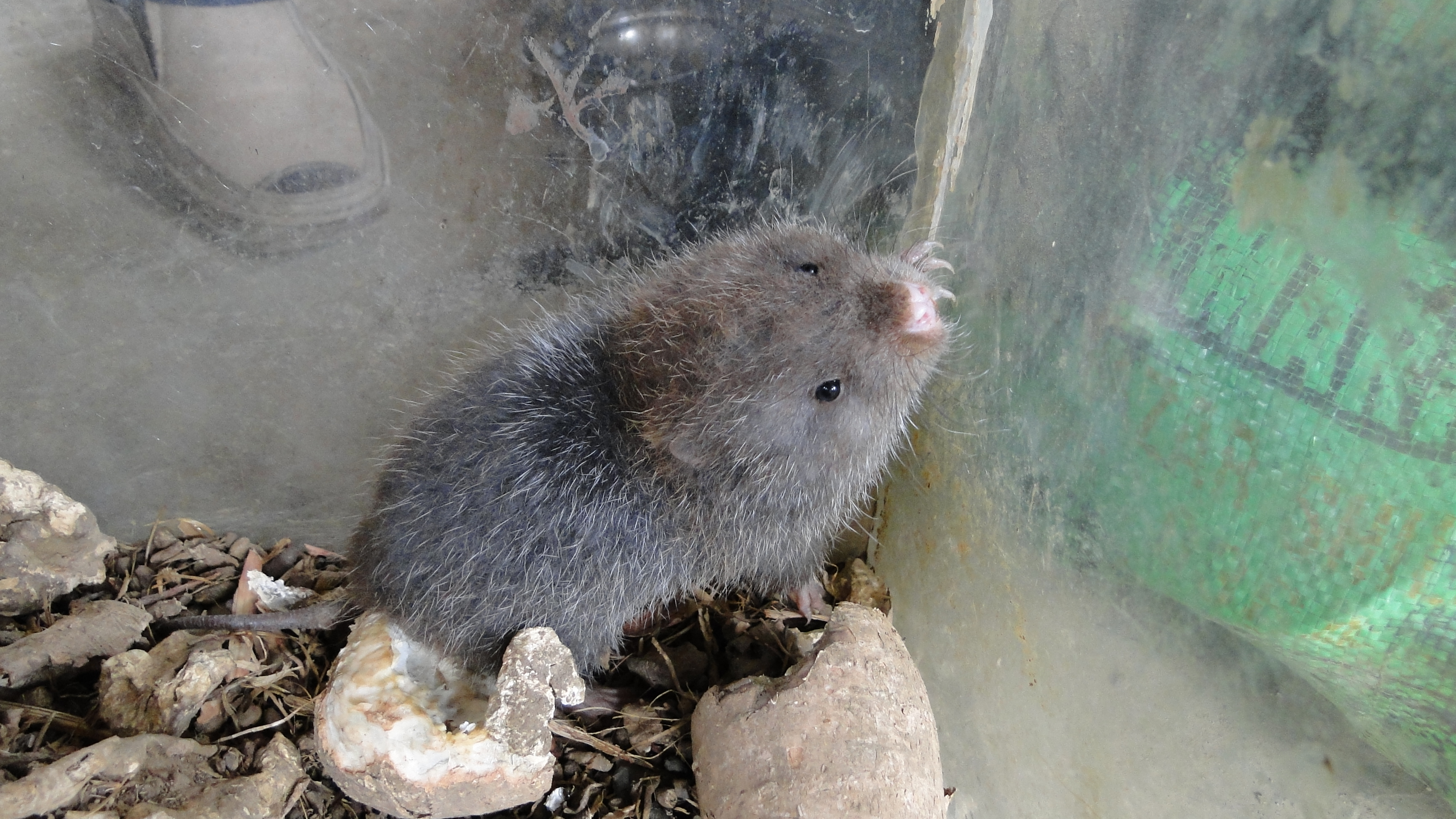
位於印度那加兰邦的一隻竹鼠

- 银星竹鼠 Rhizomys pruinosus
- 中华竹鼠 Rhizomys sinensis
- 大竹鼠 Rhizomys sumatrensis

## 保护
本属的三个品种（中华竹鼠、银星竹鼠、大竹鼠）于2023年被收录入《有重要生态、科学、社会价值的陆生野生动物名录》。